# Esteban Marino
Esteban Marino, né le 20 ou 26 mars 1914 et mort le 10 janvier 1999, est un arbitre uruguayen de football. 

## Carrière
Il officie dans des compétitions majeures : 
- Coupe du monde de football de 1954 (1 match)
- Copa América 1959 (Équateur) (3 matchs)
- Coupe intercontinentale 1967 (finale retour)
- Copa Libertadores 1968 (finale aller)